# Nibea maculata
Cá đù chấm (Danh pháp khoa học: Nibea maculata) là một loài cá biển trong họ cá lù đù Sciaenidae thuộc bộ cá vược. Chúng phân bố ở Ấn Độ, Malayxia và Việt Nam, phân bố nhiều ở Đông Nam Bộ và Tây Nam Bộ. Đây là loài cá có giá trị kinh tế và được khai thác quanh năm.

## Đặc điểm
Chúng có kích cỡ từ 220–250 mm. Thân cá hình thoi dài, dẹp bên. Thân thể chúng có năm dải đen chạy xiên qua từ lưng xuống phần dưới hông và sáu cái đốm đen ở trên cuống đuôi. Dải đen thứ nhứt rộng nhất chạy từ gáy xiên xuống phía sau, các phần sau của các dải hẹp hơn và thường bị ngắt quãng. Phần tia cứng của vây lưng nó màu đen, mép của phần tia mềm của phần tia mềm vây lưng màu đen. Các vây thấp thì màu nhạt.
Mõm loài cá này nhọn, hàm dưới nhô ra (miệng hếu), miệng trước. Răng thì tách biệt thành răng lớn, nhỏ ở hàm trên, răng lớn tạo thành dãy ở bên ngoài, có một vài răng lớn ở hàm dưới, không có răng nanh. Vây lưng có 10 tia cứng tiếp theo là một rãnh, phần thứ hai của vây lưng có một cái tia cứng và 24–25 tia mềm. Vây hậu môn có hai cái tia cứng và bảy cái tia mềm, tia cứng thứ hai khá khỏe. Đường bên chạy đến gốc vây đuôi.